# Московская биржа цветных металлов
Московская биржа цветных металлов (МБЦМ) — бывшая товарная биржа в Москве. Была создана в 1991 году, торговля осуществлялась с 1995 года по следующим товарным секциям: сырьё, поделочные полудрагоценные камни, полуфабрикаты, металлопродукция, продукция производственно-технического назначения, продукция агропромышленного комплекса, товары народного потребления, договоры, контракты, опционы. После того, как торговля сошла на нет, была закрыта в 2009 году.